# Надарваз
Надарваз (осет. Надарваз, груз. ნადარბაზევი — Надарбазеви) — село в Закавказье, расположено в  Дзауском районе Южной Осетии. Фактически населённый пункт находится под контролем Южной осетии, однако согласно юрисдикции Грузии входит в Онский муниципалитет. Относится к Кировской сельской администрации в РЮО. 

## География
Село расположено на левом берегу реки Джоджора (Стырдон), в 3 км к востоку от города Квайса и в 0,5 км к югу от села Киров на противоположном берегу.

## Население
В 1987 году в селе Надарбазеви проживало 150 человек. Согласно переписи 2015 года численность населения составила 64 жителя. 

## Топографические карты
- Лист карты K-38-52 Джава. Масштаб: 1 : 100 000. Состояние местности на 1987 год. Издание 1989 г.